# 会津荒海駅
会津荒海駅（あいづあらかいえき）は、福島県南会津郡南会津町関本字百一にある会津鉄道会津線の駅である。

## 歴史
- 1947年（昭和22年）12月12日 - 国有鉄道会津線の荒海駅（あらかいえき）として開業[1]。
- 1971年（昭和46年）8月29日 - 貨物取扱廃止[1]。
- 1984年（昭和59年）2月1日 - 荷物扱い廃止[1]。
- 1987年（昭和62年）
  - 4月1日 - 国鉄分割民営化により、 東日本旅客鉄道（JR東日本）の駅となる[1]。
  - 7月16日 - 会津鉄道に転換[1]。同時に会津荒海駅に改称し[1]、駅無人化。

## 駅構造
相対式ホーム2面2線を有する地上駅。会津鉄道に転換当初は農協に委託していたが、その農協支店が閉店してからは無人駅となっている。
駅名標には「御蔵入り天領の詩」と記されている。
駅舎は下りホーム側にあり、上りホームとは会津若松方の構内踏切で連絡している。
| ホーム | 路線    | 方向 | 行先                     |
| ------ | ------- | ---- | ------------------------ |
| 駅舎側 | ■会津線 | 下り | 会津高原尾瀬口・浅草方面 |
| 反対側 | ■会津線 | 上り | 会津田島・会津若松方面   |

## 利用状況
- 会津鉄道 - 2015年度の1日平均乗車人員は38人であった[2]。

| 乗車人員推移 | 乗車人員推移     |
| 年度         | 一日平均乗車人員 |
| ------------ | ---------------- |
| 2000         | 85               |
| 2001         | 85               |
| 2002         | 79               |
| 2003         | 74               |
| 2004         | 55               |
| 2005         | 47               |
| 2006         | 47               |
| 2007         | 47               |
| 2008         | 38               |
| 2009         | 33               |
| 2010         | 33               |
| 2011         | 30               |
| 2012         | 27               |
| 2013         | 36               |
| 2014         | 38               |
| 2015         | 38               |

## 駅周辺
- 南会津町立荒海中学校
- 南会津町立荒海小学校
- 荒海郵便局
- 国道121号
- 阿賀川
- 穴沢川

## 隣の駅
会津鉄道
■会津線
■区間快速
通過
□快速（「AIZUマウントエクスプレス」1号のみ停車）・■普通
中荒井駅 - 会津荒海駅 - 会津山村道場駅